# Вацлав II
Вацлав II (на чешки: Václav II., на полски: Wacław II) е крал на Бохемия в периода 1278 – 1305, княз на Краков в периода 1291 – 1305 и крал на Полша в периода 1300 – 1305.
- Крал Вацлав II Бохемски,
 Манески кодекс
- Вацлав II пристига в Прага
 автор: Йозеф Матхаузер